# سانايا بيلاتابوتا
سانايا بيلاتابوتا كان فيلسوفًا هنديًا زاهدًا عاش في القرنين السابع والسادس قبل الميلاد في منطقة ماجادها. كان معاصرًا لماهافيرا وماكالي جوسالا وأجيتا كيساكامبالي وبوذا، وكان من دعاة مدرسة أجانيانا الفكرية.